# تشرمي (تشناران)
تشرمي (بالفارسية: چرمی) هي قرية تقع في قسم بيزكي الريفي (مقاطعة تشناران) في إيران. يقدر عدد سكانها بـ 11 نسمة بحسب إحصاء 2016.